# Amphineurus (Amphineurus) campbelli
Amphineurus (Amphineurus) campbelli is een tweevleugelige uit de familie steltmuggen (Limoniidae). De soort komt voor in het Australaziatisch gebied.